# Ètica de les màquines
L'ètica de les màquines (o moral de les màquines) és la part de l'ètica de la intel·ligència artificial que s'enfoca en el comportament moral dels éssers amb intel·ligència artificial. L'ètica de les màquines es troba en contrast amb la roboètica, la qual es centra en la moral dels éssers humans en el moment de dissenyar, construir, utilitzar i tractar als éssers amb intel·ligència artificial. Cal no confondre l'ètica de les màquines amb l'ètica computacional, que s'enfoca en la conducta professional en l'ús de les computadores i la informació.

## Història
Anteriorment al segle 21, l'ètica de les màquines no s'havia tingut en compte l'ètica de les màquines en cap altre lloc que en la literatura, principalment degut a la computació i les limitacions de la intel·ligència artificial. Aquestes limitacions estan sent superades a través de la llei de Moore i un enfocament renovat en el camp de la intel·ligència artificial. L'ètica de les màquines és un camp a tenir en compte des que les computadores van començar a controlar transaccions mèdiques i monetàries. El professor James H. Moor està acreditat per haver encunyat la frase en el seu article acadèmic del 2006 The Nature, Importance, and Difficulty of Machine Ethics, així com per la definició. Aquest estudi s'anunciava com "el primer llibre a examinar el repte de construir agents morals artificials, entrant profundament en la naturalesa humana de la presa de decisions i l'ètica.” Van citar-se al voltant de 450 fonts, de les quals, aproximadament 100 van abordar les principals preguntes sobre l'ètica de les màquines. Poques van ser escrites abans del segle 21, principalment perquè qualsevol forma d'intel·ligència artificial era inexistent.
L'any 2011, Cambridge University Press va publicar una col·lecció d'assajos sobre l'ètica de les màquines, els editors de la qual van ser Michael i Susan Leigh Anderson, qui, a més, també van editar un número especial sobre el tema a la IEEE Sistemes Intel·ligents en 2006.
L'any 2014, l'Oficina de Recerca Naval estatunidenca va fer un anunci on comunicava que repartiria 7.5 milions de dòlars en convencions de cinc anys a investigadors universitaris per a estudiar qüestions de l'ètica de les màquines aplicades a robots autònoms. Nick Bostrom, en el seu llibre Superintel·ligència: Camins, Perills, Estratègies, va considerar que l'ètica de les màquines era “el més important… problema que ha enfrontat la humanitat”. Amb aquest llibre va arribar al lloc #17 en la llista dels llibres de ciència-ficció millor venuts del New York Times.
A la revista Ètica i Tecnologies de la Informació apareixen de manera regular publicacions sobre l'ètica de les màquines.

## Abast
Moor distingeix entre:
- Agents d'impacte ètic, o màquines que comporten un impacte ètic.
- Agents ètics implícits, accions restringides per a evitar resultats no ètics.
- Agents ètics explícits, on la màquina aplica l'ètica de la mateixa manera que una computadora que juga escacs.
- Agents totalment ètics, permetent que els tres agents anteriors derivin de l'ètica dels seus desenvolupadors

## Enfocament

### Urgència
Acadèmics i tècnics experts van assistir a una conferència l'any 2009 amb l'objectiu de discutir sobre el potencial l'impacte, en el cas hipotètic. que les computadores i robots es tornessin autosuficients i capaces de prendre les seves pròpies decisions. Van discutir sobre la possibilitat que aquest escenari fos real, i sobre el nivell en el qual les computadores i robots serien capaços d'adquirir tal nivell d'autonomia, és a dir, el grau d'aquesta, que poguessin esdevenir un possible risc o amenaça. Van notar que algunes màquines han adquirit diferents formes de semiautonomía, fins al punt de ser capaces de trobar fonts d'energia i d'escollir independentment objectius per a atacar amb armes. També van trobar que alguns virus de computadora són capaços d'evadir el procés d'eliminació i han aconseguit una "intel·ligència de panerola." A més van assenyalar que l'autoconsciència, com es mostra en la ciència-ficció és molt poc probable, però que existeixen altres riscos i perills potencials.
Alguns experts i acadèmics han posat en qüestió l'ús de robots en el combat militar, específicament quan a aquests robots se'ls dona un grau de funcions autònomes. L'Armada dels Estats Units ha finançat un informe en el qual assenyala que mentre major sigui la complexitat dels robots militars, major ha de ser l'atenció en les implicacions de la seva capacitat per a prendre decisions autònomes. El president de l'Associació per a l'Avenç de la Intel·ligència Artificial ha encarregat un estudi que examini aquesta qüestió. S'enfoquen cap a programes com el dispositiu d'adquisició del llenguatge, que pot emular la interacció humana.

### Algorismes
Nick Bostrom i Eliezer Yudkowsky han manifestat arguments favorables als arbres de decisió (com l'ID3) per sobre de les xarxes neuronals i algorismes genètics, basant-se en el fet que els arbres de decisió obeeixen a normes socials modernes de transparència i previsibilitat (per exemple, stare decisis), mentre que Chris Santos-Lang al·lega en la direcció oposada, justificant que ha de ser permès canviar les normes de qualsevol època i que la fallada natural satisfaci aquestes normes, la qual cosa ha estat essencial a fer als humans menys vulnerables que les màquines davant els "hackers".

### Entrenament i instrucció
L'any 2009, mentre es duia a terme un experiment al Laboratori de Sistemes Intel·ligents a l'Escola Politècnica Federal de Lausana, a Suïssa, uns robots que havien estat programats per a cooperar entre si en la cerca d'un recurs beneficiós i evitant un nociu, eventualment van aprendre a mentir entre ells, amb la finalitat d'obtenir el recurs que buscaven.
En aquest cas, un dels problemes pot haver estat que els objectius dels robots eren terminals. Pel contrari, els motius humans tenen una qualitat que requereixen un aprenentatge continu. Els robots van ser agrupats en clans i es va utilitzar el codi genètic digital dels membres que havien tingut èxit per a la següent generació. Passades, de manera successiva, 50 generacions, un membre dels clans va descobrir com indicar el menjar en comptes del verí. També va trobar-se robots que assenyalaven el perill i morien per salvar a uns altres. Aquestes adaptacions poden haver estat el resultat del codi genètic dels seus creadors humans.

## Implicacions ètiques
A Moral Machines: Teaching Robots Right from Wrong, Wendell Wallach i Colin Allen conclouen que els intents d'ensenyar als robots la diferència entre el bé i el mal, ens ajudarà a avançar en l'enteniment de l'ètica humana, motivant als humans per a escurçar la bretxa en la teoria normativa moderna i brindant una plataforma per a la recerca experimental.

## Aproximacions
Diversos intents s'han produït per a fer l'ètica computable, o almenys formal. Mentre que les tres lleis de la robòtica d'Isaac Asimov, normalment no són considerades com a adequades per a funcionar com a agent moral artificial, es pensa, basant-se en estudis, que l'imperatiu categòric de Kant sí que pot ser utilitzat. De totes maneres, s'ha assenyalat la gran complexitat, en certs aspectes, dels valors humans. Una manera de superar aquesta dificultat és rebre els valors directament de les persones a través d'un mecanisme com podria ser, per exemple, aprenent-los.
Un altre enfocament és basar les consideracions ètiques actuals en situacions similars passades. A això se'n diu casuística i pot implementar-se a través de la recerca per Internet. El consens de milions pot portar a una decisió que depèn de la democràcia.
Un experiment amb l'objectiu de convidar al discurs sobre la manera de definir l'ètica de manera que sigui comprensible per les computadores és el Genie Golem: Un geni amb poders il·limitats es presenta davant el lector, afirma que tornara en 50 anys i exigeix que se li presenti un conjunt de valors morals.

## L'ètica de les màquines en la ficció
L'any 1950, Isaac Asimov va tractar la qüestió de l'ètica de les màquines al seu llibre Jo, Robot. Davant la insistència del seu editor John W. Campbell Jr., va proposar les tres lleis de la robòtica per a regir els sistemes d'intel·ligència artificial. Des d'aquell moment, gran part de la seva obra va dedicar-se a provar els límits de les seves tres lleis, per a així poder trobar on fallarien o on es comportarien de manera paradoxal o imprevista. El seu treball suggereix que no hi ha un conjunt de lleis establertes que puguin anticipar-se a totes les circumstàncies.

## Àrees relacionades
- Bioètica
- Teoria computacional de la ment
- Filosofia de la ment